# Ganoderma parviungulatum
Ganoderma parviungulatum är en svampart som beskrevs av J.D. Zhao & X.Q. Zhang 1986. Ganoderma parviungulatum ingår i släktet Ganoderma och familjen Ganodermataceae.   Inga underarter finns listade i Catalogue of Life.